# Non so niente di te
Non so niente di te è un romanzo di Paola Mastrocola pubblicato nel 2013 e vincitore del Premio Nazionale Rhegium Julii sezione narrativa.

## Struttura dell’opera
È un mattino di novembre. Durante una conferenza tenuta da un giovane economista italiano al Balliol College di Oxford, centinaia di pecore, guidate da Filippo Cantirami, invadono una sala per le conferenze. Nella prima parte del testo, si percorre a ritroso la causa di questo gesto apparentemente irrazionale e ciò che questo ha scatenato nelle menti e nell'emotività di alcuni protagonisti: in questa ricerca affannata vengono coinvolti soprattutto i genitori dell'economista Filippo Cantirami, detto Fil, responsabile della presenza delle pecore, la zia Giuliana e un vecchio amico, Jeremy.

### Tempi narrativi
Il racconto inizia il mattino del 9 novembre 2011 e prosegue per tre giorni. In seguito si trova una lunga analessi che tratta della vita passata dei vari componenti della famiglia Cantirami. Si torna nella vicenda il giorno 13 novembre con l'arrivo di zia Giuliana a Londra e la partenza di Filippo dalla tenuta del Duca di Glensbury. Una seconda analessi si concentra sulle vicende di Filippo dal dottorato nel 2008 fino a tornare alle sue attività attuali del 2011. Nel frattempo l'autrice narra, in una breve analessi, la storia di Nonna Gina (capitolo settimo). Alla fine del romanzo è presente un salto temporale nel futuro di circa cinquant'anni. Quest'intreccio temporale è dovuto alla scelta tecnica con cui l'autrice vuole evidenziare il messaggio centrale del romanzo. Questo consiste sia nella percezione interiore di Filippo sul tempo: “La vita è fatta di casualità, legata a una catena di sé” “ma per arrivare a quel niente c'è voluto così tanto. È un attimo. Ma è l'attimo in cui lui è esattamente dove vuole essere e fa esattamente quel che vuole fare” “vorrebbe avere più tempo...” Che rispetto alla frenesia esteriore del tempo ricollegato alle nuove tecnologie: “…contatti, dialoghi, messaggi, post, link, tweet. Un incessante chiacchierio virtuale che produceva esaltati entusiasmi e prendeva ad ognuno, si può ben capire, una non indifferente quantità di tempo giornaliero.” “non è neanche su Facebook, per dire, non so se si rende contro, oggi, non essere su Facebook…” Sia rispetto al tempo degli altri personaggi, che viene scandito in maniera differente a seconda della personalità: “le deviazioni per lei erano sempre un festa, un modo si riprendersi la vita, sentirla scorrere come il fiume che costeggiava. Aveva bisogno di rilassarsi, mettere il ordine, radunare i pensieri.”  descrizione di zia Giuliana.

### Spazi narrativi
Il racconto inizia in una piccola caffetteria in Inghilterra ad Oxford anche se il vero fulcro è il luogo natio della stessa autrice: Torino. 
Ma il vero gioco di spazi che l'autrice viene a creare è quello di: luoghi esterni, simbolo di libertà (i grandi boschi di platani che Filippo amava frequentare o le sterminate campagne inglesi) e i luoghi chiusi, che presentano segno di prigionia per il protagonista (le cene di famiglia a casa, la scuola e l'università). “E infatti Fil prende un'aria assente, dolce, trasognata, come se si beasse di guardare le nuvole o si fosse incantato sul dipinto di un angioletto con le ali… Fil a un certo punto se ne va da un'altra parte, è chiaro…Per Fil non c'è mai bisogno di fare niente. Lui preferisce levarsi dalla mischia, incamminarsi per certi suoi sentieri ombreggiati, per certi praticelli digradanti che si porta disegnati nella mente, sicuro che se li porta…” 
“No, adesso che ci penso: non mi pare proprio che volesse fare il pastore…le pecore non so neanche se le guardava… gli piaceva stare così, con l'aria in faccia. Gli piaceva l'aria, questo sì. Mi sembrava uno che fosse uscito da un qualche luogo chiuso per starsene finalmente all'aria. Non so, me lo dica lei: era rimasto per tanto tempo al chiuso, Filippo?”

### Il narratore
Poiché il libro è scritto in terza persona, il narratore è esterno e onnisciente. L'autrice oltre ad immedesimarsi nella psicologia dei personaggi, giudica i fatti, rendendo partecipe lo stesso lettore con domande retoriche e riflessive. Spesso l'autrice introduce la personalità caratteriale dei personaggi attraverso il vestiario e l'ambiente in cui vivono, si ritrova così un esempio lampante quando vengono introdotti i compagni di Filippo. “…nel suo alloggio tutto dipinto di bianco, anche i mobili e la scala interna…” Si intuisce la rigidità e la monotonia del personaggio di Roger Sheffield. “…una ragazza con i capelli rosa shocking. Alta, con un vestitino nero corto di maglina, anfibi verdi, un pallino d'argento pinzato alla narice, discreto, quasi elegante; e una piccola lucertola tatuata sul polso…” attraverso il punto di vista di Giuliana possiamo ricostruire le caratteristiche di Fiona Lotman, trovandola un personaggio eccentrico e trasgressivo, anche se in seguito, viene smentita quest'idea di tipo stereotipo e si scopre che il suo essere fuori dagli schemi era indotto dal seguire la folla: “che avevo idee tutte sbagliate, ed ero piena fino al collo di luoghi comuni, e canne, e piercing, e formule fatte.” "e le scarpe da vela perennemente ai piedi, non se le toglieva manco con la neve" Riferito all'abbigliamento di Filippo Cantirami, per rappresentare esteriormente il suo desiderio di libertà. “il Duca aveva un doppiopetto grigio gessato e una cravatta allegra. Con dei fiorellini sparsi su un fondo verde pavone”  ritrae un uomo elegante e fresco, e socievole.

## Lingua e stile
La lingua del romanzo è scorrevole, semplice, chiara ed usuale, anche se si ricorre a un'aggettivazione ricca e a espressioni metaforiche. La sintassi risulta spesso piuttosto complessa, con una variazione nell'uso della subordinazione e coordinazione.

### Figure retoriche
All'interno del romanzo si ritrovano numerose figure retoriche. Lo stesso titolo del capitolo VI della parte terza “Il giorno del calabrone”, o il riferimento alle pecore o, come all'interno di un altro romanzo dell'autrice, La gallina volante, fa riferimento ad animali che metaforicamente ricordano la disparità fra le specie, che spesso sono considerate poco visibili, e che spesso si ritengono di poco rilievo. Così come nella vita di Filippo, molte azioni che compie non vengono viste importanti dai genitori, come la costruzione del suo camion giocattolo. “Cosa ne sappiamo noi di quel che è insignificante o non lo è?” Il climax "astio, goffo e triste" La sinestesia “lente silenziose lacrime”, “alba livida, ancora buia, con quel freddo” “mare verde scuro, teso, metallico” A pagina 233 troviamo la ripetizione (anafora) della parola “scoglio” che rappresenta metaforicamente l'ostacolo di un mare incontaminato, nonché le tecnologie, le convenzioni e la frenesia del tempo che intralciano la libertà di Filippo.

## Personaggi

### Personaggi principali
- Filippo Cantirami: è un giovane di 28 anni torinese che studia a Oxford, in Inghilterra, dopo aver conseguito una laurea di economia alla Bocconi di Milano. Egli proviene da una famiglia altolocata, benestante, che considera l'istruzione dei figli un privilegio: Filippo e la sorella Margherita, infatti, frequentano costose scuole private e cattoliche. Una figura importante a cui Filippo è molto legato è l'amorevole ed estroversa zitella zia Giuliana, che si accontenta di una vita tranquilla e ripetitiva e che considera il nipote come il figlio mai avuto. I percorsi di studio che Fil affronta sono condivisi dalla famiglia che ne risulta fiera. Ma durante il soggiorno a Oxford, il giovane sente che la sua scelta di vita non lo rende felice e soddisfatto. Inizia quindi un conflitto interiore, che aiuta il personaggio a comprendere cosa desideri veramente, cioè trovare del tempo per sé stesso. Per paura della reazione dei genitori e per non deluderli, il ragazzo si sente costretto a mentire sulla sua vita che conduce e ne crea una falsa, parallela con l'aiuto dell'amico Jeremy: decide così di nascondersi, risulta sfuggente con tutti; non risponde al telefono, alle mille mail e si rifugia in campagna a pascolare pecore. Fil sceglie il contatto con la natura e la tranquillità di una vita appartata, semplice dedita allo studio. Fil vuole sentirsi libero, lontano dal denaro, dalla carriera e da un paese consumista; si rifugia in Norvegia e sceglie la pace, l'autenticità, la cultura e la famiglia. La descrizione di Fil è in gran parte resa da discorsi indiretti e dai dialoghi fra i vari personaggi presenti nel romanzo. Fil non è mai presente con discorsi diretti all'interno del romanzo, solo la finale prevede un lungo monologo con il padre. I genitori non lo conoscono per come è veramente: lo vedono intelligente, deciso, socievole: il ragazzo si mostra timido e distaccato, pronto a mentire pur di non deludere le persone che ama di più. L'indole sensibile di Fil coglie i genitori impreparati e li fa scivolare in un dramma intimo ed esistenziale da cui si sollevano lentamente.
- Jeremy Piccoli: è un giovane economista italiano che ha già fama internazionale per i suoi studi "sulla teoria dello sviluppo". Dopo l'episodio delle pecore al Balliol College, Jeremy aveva preso il primo volo per Stanford. La zia di Filippo, Giuliana, che nel frattempo sta cercando il nipote, incontra casualmente Jeremy. Egli racconta alla zia dello "swap" avvenuto tra lui e Fil. Jeremy infatti si trova nel luogo in cui avrebbe dovuto essere lui e per questo si sente perso e spaventato. Il giovane Jeremy racconta della sua grande amicizia con Filippo. Lo ha conosciuto alla Bocconi: trovarsi lì per Jeremy è stato un sogno. Il giovane abitava in quel periodo a Carandate, tutte le mattine doveva infatti prendere il treno per andare a Milano. Una sera, a Londra, Filippo gli propone di fare uno scambio di vite: egli sarebbe rimasto a Oxford, mente Jeremy sarebbe andato a Stanford, proseguendo così i suoi studi. Tutto questo però doveva essere compiuto di nascosto dai genitori di Fil e dai parenti dell'amico, perché i genitori del protagonista passavano i soldi per le spese a Fil, che però andavano a Jeremy.
- Annalisa Rocchi Cantirami: viene sempre chiamata Nisina, un soprannome che le ha dato il marito. Viene da una famiglia autorevole e quando era giovane, faceva parte, come suo marito, della gioventù contestatrice degli anni '60; lei e Guido Catarmani, si sposano e dieci anni dopo perché prima erano troppo giovani e il padre di Nisina, che era il direttore di una catena di supermercati, voleva che Guido consolidasse la sua posizione prima di accettare il matrimonio. Il futuro genero avrebbe dovuto prima laurearsi, andare in America a perfezionarsi, avviare il suo studio legale. Si sposò con un abito color crema, scegliendo una bella e semplice funzione con la navata piena di fiori, i parenti commossi e un rinfresco con duecento invitati. Andarono ad abitare nella casa di famiglia di Guido, in un appartamento al secondo piano. Un anno dopo nacque Filippo, e sei anni dopo Margherita. Capisce i figli meglio del marito; il figlio però con la sua insistenza a non farsi trovare metterà a dura prova la madre. Dopo l'episodio del college, Nisina, agitata e confusa, reagisce alla decisione del figlio compiendo un salto nel passato: interroga gli insegnanti o le amiche d'infanzia e scopre così che Fil era un ragazzo timido, a cui non piaceva la pallacanestro e che avrebbe voluto andare in Australia. Si accorge che non conosceva veramente suo figlio. Si chiede quando Fil abbia iniziato a fingere e per la prima volta sente la mancanza del figlio: Nisina è una donna che si preoccupa molto per i propri figli, infatti avrebbe addirittura chiamato la polizia più volte. Non capiva cosa aveva fatto di male e che bisogno c'era di essere una madre ingannata. Litiga con suo marito per la vicenda e lo incolpa. Alla fine del libro è così disperata perché non sa dov'è suo figlio che non le importa più se è diventato un pastore: così nasce la consapevolezza di quello che vuole veramente, non le importa più che diventi un economista famoso ma che torni amessere un figlio dolce e premuroso; Nisina è la prima della famiglia a cedere all'apparenza. Infatti, la sofferenza per la lontananza di Fil e i dubbi si trasformano in comprensione per il destino scelto dal figlio. Ama profondamente suo nipote, il figlio di Fil, Daniel, che coccola molto. Muore quindici anni dopo, per una malattia seguendo il marito, morto qualche mese prima.
- Giuliana Cantirami: affianca il protagonista Filippo nello svolgimento della narrazione. Lei proviene da una famiglia borghese altolocata e benestante e la sua caratteristica principale è quella di avere poca memoria, infatti dimentica frequentemente i luoghi dove pone le cose. Questo accade già all'inizio del libro, quando Nisina, cognata di Giuliana, si reca da lei per ricordarle della cena di famiglia e la trova a frugare tra le sue cose alla disperata ricerca della sua sciarpa. Nisina nel racconto descrive Giuliana come una signora distratta, straordinariamente autentica e anticonformista; è in armonia con la natura, e felice per questo. Nisina, ripetendo l'opinione del marito Guido, sostiene che Giuliana sembra una donna rimasta bambina, con molte manifestazioni euforiche. Il lavoro di Giuliana consiste nello svolgere la funzione di custode della biblioteca, scelta che non era mai stata accettata di buon grado dalla sua famiglia che avrebbe preferito che la figlia avesse continuato gli studi universitari di architettura. Nonostante questo lei era contenta della propria occupazione. Giuliana è una donna sedentaria e le piace stare a casa, ma un giorno decide di andare a Stanford a trovare il nipote: questo viaggio le cambierà radicalmente il modo di pensare. Arrivata a Stanford, Giuliana, non trova suo nipote ma l'amico di Filippo quel Jeremy Piccoli che ha preso il posto di Fil e che le racconta quello che era accaduto prima del suo arrivo. Giuliana è molto preoccupata ma è anche molto determinata nel ritrovare suo nipote. Per questo dopo aver saputo da Jeremy che Filippo si trova a Londra, decide di prendere un volo per andarci.  Giuliana è una persona che non riesce a rinunciare alle cose perché secondo lei tutti gli oggetti che attraggono hanno un significato nascosto e possono cambiarti la vita. Questa caratteristica emerge quando sta per andare a Stanford e guardando le vetrine dei negozi viene attirata da una spilla con una rana: vorrebbe lasciar perdere ma non ci riesce ed entra a comprarla. Arrivata a Londra non ha molto successo perché non trova Filippo nemmeno lì. Per questo, molto preoccupata e agitata, chiama Jeremy, il quale successivamente le dà l'indirizzo di un loro compagno Roger. Giuliana è molto insicura e ha bisogno di stare vicino agli altri, per questo rimprovera Jeremy di averla lasciata da sola in un momento così difficile. Giuliana si dirige così verso la casa di Roger. A prima vista Roger non le diede una buona impressione e lo paragona a “un impiccato”[7]. Quando il compagno di Filippo le parla del nipote in modo negativo e offensivo, ritenendolo un arrogante presuntuoso, si irrita perché è sensibile, affettuosa e tiene al nipote. Poi Roger le menziona il nome di una ragazza, che doveva essere la fidanzata di Filippo, Fiona.  Giuliana decide così di recarsi da Fiona. Lei le parla molto di Filippo e, dalle sue parole, Giuliana scopre un lato del nipote a lei sconosciuto. Giuliana è il personaggio rivelatore della vera essenza di Fil: tramite alcuni flashback ricostruisce alcune caratteristiche ideologiche del nipote. Molto importante è l’episodio nel quale una sera a cena Giuliana, che era molto tranquilla, formulò una domanda a Filippo “che le avrebbe lasciato un senso di vuoto e scontentezza: “ Ma sei proprio sicuro?"[5]. Dopodiché lei tentò di fargli cambiare idea raccontandogli una scena del film Pane e tulipani. In questo modo però si era sentita una vigliacca, una persona indiretta e oscura perché aiutandolo a cambiare strada avrebbe potuto determinare in modo diverso l’esito del suo destino. Giuliana comprende lo stato d’animo di Filippo perché aveva provato anche lei quel senso di intima soddisfazione nel fare ciò che ti chiedono gli altri per essere a tua volta felice, ma a differenza del nipote lei lo aveva represso scontentando tutti.
- Guido Cantirami: è il padre di Filippo, un avvocato penalista diligente, colto e ben istruito, sobrio, elegante e amante della musica classica. Quando ha un po' di tempo da dedicare alla famiglia porta tutti in vacanza a Siena, dove fa esattamente le stesse cose di tutti i giorni, cioè sfoglia giornali e quotidiani riguardanti diritto ed economia: l'unica differenza è che si trova all'aperto invece che in ufficio. Prima di diventare avvocato, era stato un giovane alternativo con la barba folta e i capelli lunghi, la sciarpa a quadrettoni e una specie di spolverino verdemarcio, un capo che indossavano i giovani ribelli pronti a fare la rivoluzione. Guido non era uno di loro, ma trovatosi con i giovani che contestavano la società borghese, si unisce "al gregge". Negli anni '80, si sposa con Nisina e nascono Filippo e Margherita. Un uomo determinato, concreto e autoritario che mostra una scarsa intelligenza emotiva nel non prendere in considerazione le idee dei figli, in particolare di Fil, che si allontana sempre più. Solo quando il figlio si allontana, Guido si rende conto di quello che è accaduto e sente una serie di sentimenti contrastanti tra loro: agitazione e nervosismo, paura e rabbia, dolore e preoccupazione. Alla fine riesce ad accettare la scelta compiuta dal figlio e a esserne contento e per dimostrarglielo gli scrive una lettera.

### Personaggi secondari
- Margherita Cantirami: è la sorella minore di Filippo. Quando nacque i genitori le vollero dare il nome di un fiore semplice, ma Margherita nella vita non fu mai né semplice né dimessa. Alla fine la chiamavano sempre con un soprannome: Gheri, che ricordava il nome di alcuni attori americani. Fin da piccola non era una bambina graziosa, ma al contrario le piaceva vestirsi come un maschio, con camicie, e qualche volta pure la cravatta. Gheri aveva un carattere tutto suo, era così da quando era una ragazzina, cinica, diffidente, sempre pronta a sottolineare quello che non le andava bene. Fu proprio Margherita, dopo una cena in famiglia, nella quale era rimasta in silenzio tutto il tempo, ad annunciare ai genitori che Filippo non si trovava a Stanford, ma a Oxford.

- Suor Lucia: Nisina (madre di Fil) si recò da suor Lucia, la maestra delle elementari di Filippo, per avere informazioni su quest'ultimo. Nella loro conversazione parlano di Filippo; in particolare la maestra le racconta di Fil, di quando frequentava quella scuola, ed era un bambino così particolare. Nisina le disse che Fil in questo periodo era in crisi, forse aveva incontrato delle cattive compagnie, il vero problema era che lui si negava a sua madre, non le raccontava più nulla. Suor Lucia fa presente a Nisina che suo figlio era molto timido, si teneva tutto dentro. Nisina nell'ascoltare la maestra è particolarmente sconvolta perché le stava "dipingendo" un figlio che non sapeva di avere: lei aveva visto un figlio sempre allegro.
- Gelsomina Cherubini:  soprannominata "Gelsa", era l'unica persona diversa tra le amicizie dei coniugi Cantirami. Era una disegnatrice di fumetti sposata con Alvise Torre, professore di filosofia in un liceo del centro. Non avevano avuto figli e avevano accettato il fatto pensando che Dio sa cosa fare e che gli uomini debbano stare a vedere.
- Camilla Bardi Saraceni: Camilla, detta anche Cami, era una vecchia amica di Margherita ed era stata per cinque anni la fidanzata di Fil. È Cami che riferisce all'amica, che suo fratello non è a Londra, ma a Oxford.
- Adelaide Bartolini: era al servizio della signora Nella (nonna di Fil) da circa trent'anni. La signora Nella la chiamava Lencia,lo sapeva solo lei cosa volesse dire, ma si capiva che era un soprannome positivo. Il nome Adelaide non lo usava più per collera da quando suo marito l'aveva resa vedova per malattia. Lei non volle più un altro marito perché era troppo legata a quello che non c'era più.
- Angelica Shauner: era una ragazzina che Fil incontrò nel periodo in cui stava a Londra. Frequentava l'ultimo anno di liceo e l'anno dopo si sarebbe iscritta a Ingegneria spaziale. La loro storia dura sei mesi, finché Angelica non lascia Fil, che sembra troppo impegnato a studiare e a pascolare con le sue pecore.
- Roger Sheffield: è il compagno di scuola di Fil e Jeremy. Giuliana, zia di Fil, si reca da lui per avere notizie di suo nipote. La casa di Roger appare a Giuliana come un ambiente triste a causa del colore bianco presente in quella abitazione. In seguito le parla di Fil in modo negativo e offensivo, ritenendolo un ragazzo presuntuoso. Infine le dà il nome di una ragazza, Fiona, che doveva essere la fidanzata di Fil.

- Fiona Lotman: era stata per un periodo la fidanzata di Filippo Cantirami, A lei si rivolse Giuliana per chiedere informazioni riguardo a suo nipote (Fil). Fiona era una ragazza con i capelli rosa, alta con un piercing e una piccola lucertola tatuata sul polso. Studiava teatro e abitava a Londra in un grande loft. Raccontò a Giuliana che Fil l'ha conosciuto un giorno mentre stava recitando una scena, tra il pubblico l'unico che non applaudiva era lui e lei se ne innamorò subito. Finirono poi per lasciarsi perché, a dir di Fiona, avevano idee diverse. Fiona fa a zia Giu cenno anche delle pecore che Fil sembra aver portato con sé nel Balliol College.

- Duca di Glensbury: era un uomo sulla sessantina, alto, con dei folti capelli scuri, gentile, distinto e pure affettuoso. È il duca che accompagnò Giuliana nel luogo in cui aveva alloggiato per un periodo Fil. Le dice che lavorava per lui come pastore e intanto studiava, leggeva molti libri, ma che in quel momento non c'era perché era partito.
- Thomas: era il pastore che lavorava da molti anni presso la campagna del Duca di Glensbury. Thomas insegnò a Fil a fare il pastore.
- Stine: è la moglie di Fil, una ragazza norvegese, che incontra per caso, un giorno mentre lei stava spazzando le strade, Fil si ferma e l'aiuta nel suo lavoro.
- Daniel: è il figlio di Fil avuto da Stine. Daniel il giorno del funerale del padre incontra Jeremy, che gli racconta lo scambio di vita che aveva fatto con il padre molti anni prima.
- Nonna Gina: è un personaggio del romanzo che ha un ruolo secondario della vicenda, ma che è una figura molto importante per Jeremy, in quanto gli dà fin da bambino dei valori autentici in cui credere, come: la saggezza, lo spirito di sacrificio, l'amore per gli altri. Gina è un'anziana donna sempre vissuta nel suo paese "figuriamoci se poteva immaginare l'America, dove il nipote Jeremy studiava. Poteva solo preoccuparsi per lui!"[16] Nonna Gina non era di Carandate, vicino a Milano, ma veniva da un paesino di campagna poco distante. Il suo nome era Luigina Pontelli, non aveva mai potuto studiare perché ai suoi tempi non si usava "far studiare i figli soprattutto le femmine"[17]. Dunque si era fermata alla quinta elementare. Aveva sposato Giuseppe che faceva il panettiere e aveva un panificio a Carandate e, dopo essersi maritata, lavorava tutto il giorno nel negozio a vendere il pane. Gina non si lamentava, era contenta di aver trovato Giuseppe: non le era parso vero di aver trovato lui, non si faceva illusioni, lo sapeva di essere un po' grassa soprattutto sui fianchi. Da ragazza, con la sua amica Luciana, al sabato sera stava seduta a un tavolino. Un'estate, in una bella serata fresca, con indosso un vestitino a fiori azzurri senza maniche e abbastanza scollato, le si avvicina un ragazzo, Giuseppe, appunto, che le chiese di ballare la Mazurca di Migliavacca. Gina era diventata tutta rossa fino ai capelli, accettò lusingata; fra tutte lui aveva scelto proprio lei. Dopo sposata aveva ripensato tanto a quel momento, sempre con grande emozione. Dal suo matrimonio era nata una bambina, Daniela, che diventò poi la madre di Jeremy. Alla sera Gina andava a dormire verso le nove perché il marito doveva alzarsi la notte per fare il pane. Lei però non dormiva. Gina stava seduta appoggiata con il cuscino piegato in due. Anche senza far niente, a fissare il muro, le mani appoggiate sul risvolto del lenzuolo, dove la luce di una lampadina metteva in risalto l'artrosi che aveva sulle nocchie. Quando la figlia Daniela si sposa e nasce Jeremy, diventando così nonna, insiste sul fatto che il bambino venga chiamato col nome di suo padre: Geremia. Una notte trova il marito morto, riverso sul pavimento coperto di farina. Da quel giorno Gina deve stare in quella casa vuota e pensa che due persone che si amano dovrebbero morire insieme, ma ciò non succede, perché c'è sempre uno che se ne va per primo e all'altro passa la voglia di vivere. Da allora Gina comincia ad andare tanto in chiesa, al mattino dopo aver fatto la spesa. Entra, e davanti alla statua dell'arcangelo Gabriele, parla come se la statua fosse umana: a lei sembrava biondo, anche se era di marmo. stava un'oretta a parlare alla statua, ma non le chiedeva mai favori perché si vergognava. Parlava di Geremia e confidava alla statua che lei sperava che lui studiasse e che facesse strada nella vita. Da bambino Jeremy andava da lei tutti giorni dopo la scuola a pranzo e successivamente a fare i compiti, perché i suoi genitori lavoravano. Gina gli faceva i capelli d'angelo con il sugo, chiedeva poi al nipote i voti che aveva preso e se ce n'era uno basso gli toglieva il piatto e lo lasciava a digiuno. La nonna aveva messo in testa al ragazzo che doveva impegnarsi, studiare, per lei era una specie di rivincita personale. Gina si sedeva accanto a Jeremy gli voltava le pagine dei libri o gli temperava le matite, gli dettava le frasi da scrivere, o i risultati delle operazioni di aritmetica. Con dolcezza, ma quando era stanca, gli dava anche qualche scappellotto. Quando il nipote, torna in Italia a trovarla, Gina gli apre in vestaglia, stava facendo le parole crociate sul tavolo della cucina, lei è molto felice di poterlo rivedere dopo tanto tempo.

## Tematiche

### Apparenze e pregiudizi
Nel romanzo, quello delle apparenze e dei pregiudizi (e in generale dell'influenza che gli altri esercitano sulle singole persone) è una tematica molto presente. Obiettivo del protagonista è infatti quello di scegliere autonomamente la propria strada, non quella desiderata per lui dalla famiglia: raggiungere il proprio benessere interiore, non "quella felicità di piacere agli altri, di compiacere, […] non creare problemi, anzi rendere felici gli altri, tutti quelli intorno. Così che poi è bello vivere della felicità altrui". Filippo, nella scelta di una vita semplice e priva di tensioni e competitività, regala importanza alla propria identità e alla sostanza dell'io; da qui la riflessione
su quanto ciascuno sia unico in quanto essere umano con le proprie caratteristiche, con la propria cultura e per questo degno di rispetto. Personaggio anticonformista e controtendenza è zia Giuliana, che cerca di non essere influenzata dagli altri, lei stessa nella storia riflette in questo modo: “Con quanti filtri davanti agli occhi vediamo gli altri? E un essere tanto amato, siamo in grado di vederlo per quel che è, senza rivestirlo degli abiti che noi vorremmo avesse?”.

### La famiglia
All'interno del romanzo, Paola Mastrocola descrive ampiamente la famiglia altolocata e benestante di Fil, lasciando trasparire il suo giudizio riguardo alla tipologia e al ruolo di questa nella vita del protagonista. I Cantirami, i genitori di Fil, seppur inconsciamente, lo avevano indirizzato verso una vita inadatta per lui: "ecco perché Fil, quando s'era trattato di scegliere cosa fare dopo la maturità, non aveva avuto dubbi: per la semplice ragione che non poteva scegliere. [...] Doveva solo premere il tasto Conferma." "Fil era mai stato libero e sganciato?". Questa è una delle tante domande che i suoi parenti si sono posti durante la sconcertante e incomprensibile assenza del figlio. Capiranno, nel corso delle vicende che li avvicineranno al figlio, che non è detto che la strada indicata dai genitori, sia quella che Fil desidera veramente e che poi proseguirà. L'autrice suggerisce che
il modello autoritario di famiglia non è quello più corretto da applicare perché non aiuta il singolo ad esprimersi secondo le proprie intrinseche
potenzialità.

### Il viaggio
Il libro è costruito sul tema del viaggio, che viene rappresentato dall'autrice come una metaforica ricerca di libertà. La Mastrocola descrive i sentieri che si dipartono dalla strada principale, ovvero la famiglia altolocata di Fil. Questa intraprende una ricerca psicologica che risulta parallela a quella fisica di un Fil assente. Lungo questi percorsi, nonostante la lontananza fisica, i personaggi si scoprono raggiungendo così la consapevolezza piena di sé e del destino scelto da ognuno.

### La tecnologia
L'autrice esprime la sua opinione sul rapporto uomo-tecnologia tramite il protagonista che decide di allontanarsi dal computer e dal cellulare, isolandosi e non comunicando con nessuno: questo distacco assume o diviene simbolo di ricerca di solitudine e tranquillità, di anonimato non conformismo. Filippo infatti "Non è neanche su Facebook, per dire". Lentamente "[…] comincia fare a meno. Ogni giorno un po' meno. Spesso tiene spento il computer, per esempio, o il cellulare".. Quest'idea si scontra con quella di altri personaggi del romanzo; essi sono convinti che "Non ti è concesso di stare scollegato. Se lo fai, manchi gli agganci. E senza gli agganci non sei nessuno. Diventi inesistente, uno che non c'è."L'autrice invece, certa che "Fa parte, farebbe parte, della libertà personale quotidiana, decidere se aprire la posta o no.", fa emergere dal libro la possibilità di vivere la propria vita senza basarsi esclusivamente sulle moderne tecnologie, che alienano da sé e dalla realtà. Questa tematica è presente anche nel romanzo Facebook in the rain, in cui è sviluppata in maniera più approfondita.

### Altri motivi tematici
- L'autrice ha voluto riproporre, in più parti del romanzo, l'antico topos letterario delle foglie che d'autunno cadono (presente nell'Eneide virgiliana, in Dante Alighieri e in Soldati di Giuseppe Ungaretti) per raffigurare la precarietà della vita, e la fragilità che il tempo porta: "Proprio vero che siamo come le foglie"[25] La stessa copertina del libro ritrae delle figure adagiate su foglie rosse autunnali.
- Nel romanzo si utilizza molto l'elemento dell'acqua ricollegato al tempo: "…quando nasciamo, ognuno viene buttato in una corrente, e di conseguenza si sente subito molto… travolto, molto in balia di una forza oscura…corrente della vita".

## Edizioni
- Paola Mastrocola, Non so niente di te, Torino, Einaudi, 2013.